# تیفانی هینس
تیفانی هینس (انگلیسی: Tiffany Hines؛ زادهٔ ۲ سپتامبر ۱۹۸۳) بازیگر اهل ایالات متحده آمریکا است. وی از سال ۲۰۰۶ میلادی تاکنون مشغول فعالیت بوده‌است.

## بخشی از فیلمشناسی
از فیلم‌ها یا برنامه‌های تلویزیونی که وی در آن نقش داشته‌است می‌توان به آثار زیر اشاره کرد.
- آناتومی گری (مجموعه تلویزیونی) (۲۰۰۶)
- ذهن‌های جنایتکار (۲۰۰۷)
- سی‌اس‌آی (۲۰۰۸)
- هجوم کوسه‌ها (۲۰۰۸)
- استخوان‌ها (مجموعه تلویزیونی) (۲۰۰۹–۲۰۱۷)
- ۱۰ چیز درباره تو که ازشان متنفرم (مجموعه تلویزیونی) (۲۰۱۰)
- به من دروغ بگو (۲۰۱۰)
- نیکیتا (۲۰۱۰–۲۰۱۱)
- ۹۰۲۱۰ (مجموعه تلویزیونی) (۲۰۱۱–۲۰۱۲)
- خدمتکاران حیله‌گر (۲۰۱۴)